# Joyce Cooper
Margaret Joyce Cooper, coniugata Badcock (Troup, 18 aprile 1909 – Chichester, 22 luglio 2002), è stata una nuotatrice britannica.
Era la moglie di Felix Badcock.

## Carriera
Specializzata nel dorso e nello stile libero ha vinto tre medaglie alle olimpiadi di Amsterdam 1928: l'argento nella staffetta 4x100 m sl e il bronzo nei 100 m sl e nei 100 m dorso; quattro anni dopo, a Los Angeles 1932, ha vinto un'altra medaglia di bronzo nella staffetta 4x100 m sl.
È diventata una dei Membri dell'International Swimming Hall of Fame.

## Palmarès
- Olimpiadi

Amsterdam 1928: argento nella staffetta 4x100 m sl, bronzo nei 100 m sl e 100 m dorso.
Los Angeles 1932: bronzo nella staffetta 4x100 m sl.
- Europei di nuoto

Bologna 1927: oro nella staffetta 4x100 m sl e argento nei 100 m sl.
Parigi 1931: argento nei 400 m sl, 100 m dorso e nella staffetta 4x100 m sl, bronzo nei 100 m sl.